# Nadia Fink
Pour les articles homonymes, voir Fink.
Nadia Fink, née le 7 janvier 1977 à La Criolla (es) (Argentine), est une journaliste, éditrice et écrivaine argentine, connue pour avoir écrit les ouvrages de la série des Anti-Princesses (en) (en espagnol : Colección antiprincesas et Liga de antiprincesas), celle des antihéros (Colección antihéroes) et des biographies de femmes latino-américaines, sous forme de livres d'images. Après avoir étudié la correction d'épreuves, elle commence à travailler comme rédactrice au magazine Sudestada et démarre l'écriture des articles pour cette publication. Son intérêt pour la lutte contre ce qu'elle perçoit comme des rôles de genre nuisibles dans la littérature pour enfants, conduit Fink à cofonder l'éditeur indépendant Chirimbote et à commencer à publier la série des Anti-Princesses, en 2015. La série et deux autres, la série des Anti-héros et la Ligue des anti-princesses, sont distribués dans toute l'Amérique latine et sont traduits en plusieurs langues. Fink a également écrit d'autres livres pour enfants et coédité des ouvrages pour adultes, sur le genre et le féminisme.

## Biographie
Nadia Fink naît le 7 janvier 1977 à La Criolla (es), dans province de Santa Fe en Argentine. Elle vit à Rosario, entre 1986 et 1990, où elle fréquente l'école 115 de la province de Salta. Elle déménage ensuite à Buenos Aires. Après avoir obtenu son diplôme d'études secondaires, tout en « cherchant un moyen de travailler pour le plaisir », elle étudie pour devenir correctrice.

## Carrière
Vers 2007, Nadia Fink commence à faire de la relecture pour le magazine politique et culturel argentin Sudestada, par l'intermédiaire duquel elle commence à écrire des articles, bien qu'elle n'ait pas de formation universitaire formelle en journalisme.
Alors qu'elle travaille pour Sudestada, Fink fait des recherches sur Frida Kahlo et Violeta Parra et s'intéresse à la réécriture de leurs histoires pour les enfants. Aux côtés de l'illustrateur Pitu Saá et du designer Martín Azcurra, Fink fonde la maison d'édition indépendante Chirimbote qui, avec Sudestada, publie les trois premiers titres de la série Anti-Princesses (en), en 2015,,. Fink, Saá et Azcurra recherchent des personnages féminins de l'histoire latino-américaine dont ils peuvent raconter les histoires pour contrer les récits qu'ils trouvent nuisibles, ceux des contes de fées plus anciens et les récits de princesses plus récents comme ceux des Princesses Disney,. Le succès de la série, qui est exportée dans une grande partie de l'Amérique latine, conduit à la création de la série Anti-héros, qui présente des histoires similaires sur des personnages historiques masculins d'Amérique latine qui « défient les super-héros, dans le sens où nous les considérons comme forts, courageux à l'extrême, autosuffisants »,. Une troisième série, la Ligue des anti-princesses, est également développée.
À la mi-2016, Chirimbote devient l'unique éditeur de la série. 
Nadia Fink est l'auteure de tous les livres, qui ont été traduits dans d'autres langues, dont le portugais, l'italien et l'anglais.
Toujours en 2016, dans le cadre d'une collaboration entre Chirimbote et Las Juanas Editoras, Fink publie #Ni una menos desde los primeros años (en français : #Pas une de moins depuis les premières années), un ouvrage universitaire sur l'égalité des sexes, répondant au mouvement Ni una menos, dans lequel elle écrit également un chapitre sur la génération de stéréotypes sexistes à travers le cinéma et la littérature.
En 2018, Fink et Laura Rosso compilent un certain nombre d'histoires sur leurs expériences de jeunes avec le genre, l'identité de genre, les rôles de genre et les stéréotypes de genre dans un livre illustré de 224 pages intitulé Feminismo para jóvenas (en français : Féminisme pour les jeunes), publié par Chirimbote,.
Nadia Fink édite et écrit également pour le site d'information argentin en ligne Marcha.

### Source de la traduction
- (en) Cet article est partiellement ou en totalité issu de l’article de Wikipédia en anglais intitulé « Nadia Fink » (voir la liste des auteurs).